# Henk de Jonge (voetbaltrainer)
Henk de Jonge (Amsterdam, 8 juni 1946 – Etten-Leur,  januari 2021) was een Nederlands voetbaltrainer.  De Amsterdammer was in de jaren 70 en 80 van de twintigste eeuw trainer bij de clubs Willem II, NAC Breda en SC Cambuur.

## Biografie
De Jonge deed het CIOS en werkte vanaf 1968 als assistent-trainer bij Willem II. In mei 1971 was hij voor twee wedstrijden ad-interim hoofdcoach vanwege ziekte bij Jaap van der Leck. De Jonge was toen de jongste trainer in het betaalde voetbal.
Hij was van 1972 tot 1978 assistent van Kees Rijvers bij PSV en won toen drie landstitels en de UEFA Cup. Als hoofdtrainer beleefde De Jonge zijn grootste succes in Tilburg. Met Willem II promoveerde hij in 1979 naar de eredivisie. Van 1980 tot en met 1983 was hij trainer van SC Cambuur in de Eerste divisie. NAC was daarna zijn laatste club. 
Na zijn laatste wedstrijd met NAC (3-0 winst tegen FC Twente) stortte De Jonge in. Zijn laatste wedstrijd coachte hij op 17 maart 1984. De Jonge kampte met psychische problemen en verdween uit de voetballerij. Hij woonde sindsdien in een psychiatrische instelling in Etten-Leur.
De Jonge overleed januari 2021 op 74-jarige leeftijd.